# Roy Terschegget
Roy Terschegget (* 8. Januar 1987 in Veenendaal) ist ein niederländischer Fußballspieler.

## Karriere
Tscheregget begann seine Karriere in der Jugend bei Gelders Veenendaalse Voetbal Vereniging und wechselte anschließend in die jugend des SC Heerenveen. 2007 verließ er die Jong Heerenveen und schloss sich VBV De Graafschap Doetinchem an, wo er am 27. September 2008 sein Debüt in der Eredivisie gegen FC Twente Enschede gab. Am 17. April 2010 gab er seine Rückkehr zu GVVV bekannt.